# Marja-e taqlid
Un marjaˤ (arabe et persan : مرجع), aussi appelé marja-e Taqlid ou marji al-taqlid 
(arabe : مرجع التقليد, persan : مرجع تقليد), signifiant littéralement « source d'imitation » ou « source de tradition » est un juriste possédant la plus haute autorité dans le chiisme duodécimain. Les marjas bénéficient du titre de grand ayatollah.

## Origine et fonction
Alors que dans le sunnisme, les musulmans suivent la jurisprudence d'une des quatre écoles (hanafisme, hanbalisme, shafi'isme ou malékisme), les chiites doivent se référer à une autorité vivante ou dont ils ont au moins été les contemporains.
Le marja est reconnu comme mujtahid, c'est-à-dire que ses interprétations des textes canoniques (charia) font référence et sont adoptées par une partie des chiites duodécimains. Ses disciples se réfèrent à lui dans de nombreuses situations et lui demandent de publier un livre de jurisprudence dans lequel il donne des réponses à la plupart des problèmes quotidiens des musulmans. Le livre est appelé resalah et contient leurs fatwas à propos de différents sujets, d'après leur connaissance des sources islamiques les plus authentiques et leur application à la vie actuelle. Quand une différence existe entre l'opinion de deux marjas, le disciple (muqallid) suivra l'opinion de son propre marja ou aura la possibilité d'en suivre un autre.
Le terme de marja est appliqué de manière relative : dans un contexte local (régional ou national), le terme est donné à des juristes qui ne sont pas forcément reconnus comme marja par l'ensemble de la communauté (internationale) des chiites duodécimains.
Plusieurs grands ayatollahs forment une hawza, une institution religieuse qui accueille des séminaires pour former des clercs chiites. Il en existe deux principales : une à Nadjaf en Irak et une à Qom, en Iran.
La place politique du marja est le sujet d'un débat théologico-juridique intense entre d'une part les tenants du velayat-e faqih (comme Rouhollah Khomeini) qui souhaitent que les mujtahid gouvernent, d'autre part les partisans d'Ali Sistani, qui soutiennent que le marja a autorité suprême sur tous les débats sociaux et politiques, mais que c'est au gouvernement séculier de gouverner et enfin les quiétistes qui ne souhaitent aucune implication du clergé dans la politique séculière.

## Marjas célèbres
Ce tableau présente une liste non-exhaustive des grands ayatollahs.

### Vivants
| Image | Nom                      | Date de naissance |
| ----- | ------------------------ | ----------------- |
|       | Hosein Vahid Khorasani   | 1er janvier 1921  |
|       | Hossein Noori Hamedani   | 21 mars 1925      |
|       | Nasser Makarem Shirazi   | 25 février 1927   |
|       | Ja'far Sobhani           | 9 avril 1929      |
|       | Ali al-Sistani           | 4 août 1930       |
|       | Mohammad Ishaq Al-Fayyad | 1930              |
|       | Abdollah Javadi-Amoli    | 5 mai 1933        |
|       | Kazem Haeri              | 1938              |
|       | Ali Khamenei             | 19 avril 1939     |
|       | Sadiq Hussaini Shirazi   | 20 août 1942      |
|       | Reza Hosseini Nassab     | 1960              |

### Décédés
par date de décès
| Image | Nom                                   | Date de naissance | Date de décès      |
| ----- | ------------------------------------- | ----------------- | ------------------ |
|       | Kolayni                               | 864               | 941                |
|       | Ibn Baboyé                            | 916/923           | 991                |
|       | Al-Sahib Ibn Abbad                    | 938               | 995                |
|       | Al-Sharif al-Radi                     | 970               | 1015               |
|       | Cheikh Al-Moufid                      | 948               | 1022               |
|       | Avicenne                              | 980               | 1037               |
|       | Cheikh Al-Toussi                      | 995               | 1067               |
|       | Shaykh Tabarsi                        | 1073              | 1153               |
|       | Seyed Ibn Tâwûs                       | 1193              | 1266               |
|       | Nasir al-Din al-Tusi                  | 1201              | 1274               |
|       | Allamah Al-Hilli                      | 1250              | 1325               |
|       | Cheikh Bahaï                          | 18 février 1547   | 1er septembre 1621 |
|       | Molla Sadra Chirazi                   | 1571/1572         | 1641               |
|       | Allameh Madjlessi                     | 1627              | 29 mars 1699       |
|       | Morteza Ansari                        | 1799/1800         | 1864               |
|       | Mirza Shirazi                         | 1814/1815         | 20 février 1895    |
|       | Djemâl ad-Dîn al-Afghâni              | 1838/1839         | 9 mars 1897        |
|       | Fazlollâh Nuri                        | 1843              | 31 juillet 1909    |
|       | Seyyed Abdollah Behbahani             | 1840              | 1910               |
|       | Muhammad Kadhim Khorasani             | 1839              | 12 décembre 1911   |
|       | Muhammad Hossein Naini                | 25 mai 1860       | 14 août 1936       |
|       | Abdolkarim Haeri Yazdi                | 1859              | 30 janvier 1937    |
|       | Hassan Modarres                       | 1870              | 1er décembre 1937  |
|       | Abbas Al-Qommi                        | 1877              | 1941               |
|       | Ali Tabatabaei                        | 1866              | 1947               |
|       | Abd el-Hussein Charafeddine al-Musawi | 1872              | 31 décembre 1957   |
|       | Hossein Tabatabai Borujerdi           | 23 mars 1875      | 30 mars 1961       |
|       | Abou al-Qassem Kachani                | 19 novembre 1882  | 14 mars 1962       |
|       | Muhammad Rida al-Muzaffar             | 1904              | 1964               |
|       | Abdul Hosein Amini                    | 1902              | 1970               |
|       | Morteza Motahhari                     | 31 janvier 1919   | 1er mai 1979       |
|       | Mohammed Bakr al-Sadr                 | 1er mars 1935     | 9 avril 1980       |
|       | Muhammad Husayn Tabataba'i            | 16 mars 1903      | 7 novembre 1981    |
|       | Abdol Hossein Dastgheib               | 8 décembre 1913   | 11 décembre 1981   |
|       | Kazem Shariatmadari                   | 5 janvier 1906    | 3 avril 1986       |
|       | Rouhollah Khomeini                    | 24 septembre 1902 | 3 juin 1989        |
|       | Abu al-Qasim al-Khoei                 | 19 novembre 1899  | 8 août 1992        |
|       | Mohammad-Reza Golpaygani              | 20 mars 1899      | 9 décembre 1993    |
|       | Mohammad Taghi Jafari                 | 15 août 1925      | 16 novembre 1998   |
|       | Mohammad Sadeq al-Sadr                | 23 mars 1943      | 16 février 1999    |
|       | Mohammad Fazel Lankarani              | 1931              | 16 juin 2007       |
|       | Muhammad Taqi Bahjat                  | 24 août 1916      | 17 mai 2009        |
|       | Hossein Ali Montazeri                 | 24 septembre 1922 | 19 décembre 2009   |
|       | Mohammad Hussein Fadlallah            | 16 novembre 1935  | 4 juillet 2010     |
|       | Mojtaba Tehrani                       | 4 avril 1933      | 1er janvier 2013   |
|       | Mohammad Ezodin Hosseini Zanjani      | 1er février 1921  | 4 mai 2013         |
|       | Moslem Malakouti                      | 5 juin 1924       | 24 avril 2014      |
|       | Abdul-Karim Mousavi Ardebili          | 28 janvier 1926   | 23 novembre 2016   |
|       | Youssef Saanei                        | 16 octobre 1937   | 12 septembre 2020  |
|       | Lotfollah Safi Golpaygani             | 20 février 1919   | 1er février 2022   |
|       | Sâdegh Rouhâni                        | 15 juillet 1926   | 16 décembre 2022   |